# Colomban MC-15
Colomban MC-15 Cri-Cri o también llamado Cricket es el avión (bimotor) más pequeño del planeta. Fue diseñado en 1970 por el ingeniero aeronáutico francés Michel Colomban.
Es un avión muy pequeño, por lo que su peso también es escaso. Está propulsado por dos motores a hélice de 15 CV cada uno.
Además de ser característico por su pequeño tamaño, este avión es acrobático, soportando más de 9 G y pudiendo realizar por ejemplo un tonel (roll) en un segundo.
El avión no es un kit de montaje, pues el constructor debe fabricar todas las piezas a partir de planchas y bloques de aluminio así como el resto de piezas de otros materiales para luego ensamblarlas. Muchos de sus constructores hacen pequeñas modificaciones. Nicolas Charmont voló un Cri Cri con turbinas incrementando su velocidad de crucero de 170 km/h con hélices, a 240 km/h con dichas turbinas.

## Especificaciones
Datos de Cri-Cri MC 15 Information Pack - Michel Colomban
- Plazas: Una (piloto)
- Longitud: 3.9 m
- Envergadura: 4.9 m
- Superficie alar: 3.1 m²
- Superficie de sustentación: Wortmann 21.7
- Peso en vacío: 70 kg
- Peso máximo en despegue: 170 kg
- Motor: 2× JPX PUL 212 de 15 CV (y otros)

## Rendimiento
- Velocidad máxima: 220 km/h
- Rango: 250 nm
- Techo de vuelo: 3.700 m
- Velocidad de ascenso: 384 m/min
- Carga alar: 55 kg/m²